# Sei fantastica
(Raf)
Sei fantastica è un singolo del cantautore italiano Max Pezzali, pubblicato nel 2007 come secondo singolo estratto dall'album Time Out.
Il brano è contenuto anche in Max Live 2008, Max 20 (reinterpretato con Raf), Astronave Max (in una versione dal vivo con Emis Killa) e Le canzoni alla radio.

## Il brano
Il brano vede la partecipazione di Eros Ramazzotti, esecutore dell'assolo di chitarra conclusivo.
Nel 2014 è stata aggiunta a questa canzone una strofa da parte di Emis Killa che viene cantata nelle tappe milanesi del tour di Max Pezzali, ai Music Awards 2014 e al Summer Festival 2014.
Relativamente al significato della canzone lo stesso Pezzali ha dichiarato:
La canzone è stata poi dedicata da Pezzali alla sua squadra del cuore il 27 maggio 2007, quando ha cantato allo Stadio di San Siro per le celebrazioni del quindicesimo scudetto dell'Inter insieme ad altri cantanti di fede nerazzurra, fra cui Roberto Vecchioni, Luciano Ligabue e Elio di Elio e le Storie Tese.

## Video musicale
Nel videoclip, diretto da Romana Meggiolaro, Maria Chiara Augenti interpreta la protagonista della canzone, dai mille volti, dai tanti lati nascosti e dalle tante vite: è una bella hostess che, in divisa, incontra, divertita, con le amiche/colleghe le occhiate di altri uomini e colleghi; è una donna sportiva e grintosa che pratica la boxe in una vera palestra di pugilato, insieme ad altre atlete; è una donna sensuale e misteriosa, che conquista e seduce gli uomini, spogliandosi e muovendosi sinuosa dietro un paravento trasparente o seduta sulla sponda di un letto con una maschera che le nasconde il viso, indossando abiti sexy, in attesa di un appuntamento erotico; alla fine del video sotto la doccia si libera di tutto il trucco e di tutte le maschere, mentre l'acqua scorre sul suo corpo nudo, sui suoi lunghi capelli e sul suo viso sorridente.
Nel 2007 il video musicale di Sei fantastica è stato premiato al Premio Roma Videoclip, insieme al video di Torno subito, primo singolo estratto da Time Out.

## Formazione
- Max Pezzali – voce, sintetizzatore, programmazione
- Claudio Guidetti – chitarra elettrica, chitarra acustica
- Eros Ramazzotti – assolo di chitarra
- Max Gelsi – basso
- Andrea Fontana – batteria
- Michele Canova – sintetizzatore, programmazione
- Leonardo Di Angilla – percussioni

## Classifiche
| Classifica (2007) | Posizione massima |
| ----------------- | ----------------- |
| Italia            | 29                |